# Knjižnica Ksaverja Meška Slovenj Gradec
Knjižnica Ksaverja Meška Slovenj Gradec je osrednja splošna knjižnica s sedežem na Ronkovi 4 (Slovenj Gradec); ustanovljena je bila leta 1949.
Poimenovana je bila po Ksaverju Mešku. Ima dislocirane enote: Knjižnica Mislinja, Knjižnica Pameče-Troblje in Knjižnica Podgorje.